# سرآب قره‌بلاغ
سرآب قره‌بلاغ دریاچۀ طبیعی کوچکی است که در شهرستان سرپل ذهاب در استان کرمانشاه واقع شده است.
سرآب قره‌بلاغ در اسفند ۱۴۰۰ توسط سازمان میراث فرهنگی در فهرست میراث طبیعی ایران قرار گرفته‌است.
از سرآب قره‌بلاغ به عنوان تنها زیستگاه طبیعی گل نیلوفر آبی زرد (Nuphar lutea) در استان کرمانشاه یاد شده است.

## محوطۀ باستانی قلعه مریم
سرآب قره‌بلاغ در نزدیکی مجموعه تاریخی قلعه مریم قرار دارد.